# Liste der Stolpersteine in Hartha
Die Liste der Stolpersteine in Hartha enthält sämtliche Stolpersteine, die im Rahmen des gleichnamigen Kunst-Projektes von Gunter Demnig in Hartha im Landkreis Mittelsachsen verlegt wurden.

## Hintergrund
Mit diesen Gedenksteinen soll Opfern des Nationalsozialismus gedacht werden, die in Hartha lebten und wirkten. Insgesamt 4 Stolpersteine wurden im November 2015 verlegt.
Die Initiative, Recherche und Koordination liegt maßgeblich in den Händen ehrenamtlich tätiger Mitglieder der AG Geschichte des Treibhaus e. V. Döbeln im Rahmen einer geförderten Projektarbeit. Jährlich werden Mahnwachen und ein Stolpersteinradeln organisiert sowie Informationsmaterialien publiziert. Seit 2015 engagiert sich der Treibhaus e. V. auch für die Verlegung von Stolpersteinen im gesamten Altlandkreis Döbeln, d. h. nicht nur in Döbeln, sondern auch in Hartha, Leisnig, Roßwein und Waldheim.

## Liste der Stolpersteine in Hartha
Zusammengefasste Adressen zeigen an, dass mehrere Stolpersteine an einem Ort verlegt wurden. Die Tabelle ist teilweise sortierbar; die Grundsortierung erfolgt alphabetisch nach der Adresse. Die Spalte Person, Inschrift wird nach dem Namen der Person alphabetisch sortiert.
| Bild | Person, Inschrift | Adresse                   | Verlegedatum  | Kurzvita / Anmerkungen |
| --- | --- | ------------------------- | ------------- | ---------------------- |
| Bild gesucht Die Wikipedia wünscht sich an dieser Stelle ein Bild vom hier behandelten Ort. Falls du dabei helfen möchtest, erklärt die Anleitung , wie das geht. BW | Hier wohnte Elsa Jacobius geb. Brauer Jg. 1890 deportiert 1943 ermordet in Auschwitz                                     | Leipziger Straße 2 (Lage) | 11. Nov. 2015 |                        |
| | Hier wohnte Schaja David Urbach Jg. 1898 Flucht Frankreich interniert Drancy deportiert 1944 Auschwitz tot auf Transport | Pestalozzistraße 8 (Lage) | 11. Nov. 2015 |                        |
| | Hier wohnte Barel Urbach geb. Fryszer Jg. 1902 Schicksal unbekannt                                                       | Pestalozzistraße 8 (Lage) | 11. Nov. 2015 |                        |
| | Hier wohnte Regina Urbach Jg. 1927 Flucht Frankreich interniert Drancy deportiert 1944 ermordet in Auschwitz             | Pestalozzistraße 8 (Lage) | 11. Nov. 2015 |                        |